# Jasenov (okres Sobrance)
Jasenov je obec na Slovensku. Nachází se v Košickém kraji, v okrese Sobrance. Obec má rozlohu 7,21 km² a leží v nadmořské výšce 114 m. V roce 2011 v obci žilo 313 obyvatel. První písemná zmínka o obci pochází z roku 1279.
20. května 2003 v pozdních večerních hodinách obec Jasenov zasáhlo středně silné zemětřesení, při kterém bylo poškozeno 90 procent rodinných domů a řeckokatolický chrám. Poškozené byly i domy v okolních obcích. K obětem na lidských životech nedošlo.